# Rikke Hvilshøj
Rikke Hvilshøj (ur. 5 maja 1970 w Aarhus) – duńska polityk i menedżer, deputowana do Folketingetu, w latach 2005–2007 minister ds. uchodźców, imigrantów i integracji.

## Życiorys
Absolwentka ekonomii na Uniwersytecie Kopenhaskim (1997). Od początku lat 90. działała we władzach organizacji młodzieżowej liberalnej partii Venstre. W latach 1998–2002 była radną Frederiksberga, do 2001 pełniła funkcję pierwszego wiceburmistrza. W 1998 po raz pierwszy uzyskała mandat posłanki do Folketingetu. Z powodzeniem ubiegała się o reelekcję w wyborach w 2001, 2005 i 2007.
Od lutego 2005 do listopada 2007 sprawowała urząd ministra ds. uchodźców, imigrantów i integracji w drugim rządzie Andersa Fogh Rasmussena. W czerwcu 2005 jej samochód został podpalony, a pożar dosięgnął również domu, z którego wydostała się z rodziną. Do ataku w e-mailu przyznała niezidentyfikowana grupa Aktionsgruppen Grænseløse Beate, zarzucając rządowi prowadzenia rasistowskiej polityki wobec uchodźców.
W 2008 Rikke Hvilshøj zrezygnowała z zasiadania w parlamencie w związku z objęciem stanowiska menedżera w Dansk Erhverv, duńskiej organizacji handlu i przedsiębiorczości. Później pracowała jako dyrektor ds. marketingu duńskiego oddziału koncernu Konica Minolta i jako dyrektor polityczny think tanku CEPOS, a w 2015 została dyrektorem generalnym stowarzyszenia technologii informacyjnych DANSK IT.